# Чеканец (Софийская область)
Чеканец (болг. Чеканец) — село в Болгарии.

## География
Село Чеканец находится в Софийской области, входит в общину Драгоман.
Оно расположено на высоте 850-900 метров над уровнем моря и на расстоянии в 50 километров от столицы Болгарии Софии .

## История
В начале XVIII века село было буквально разрушено и сожжено, а большинство его жителей перебито курджалиями. Выжили только две семьи. Им удалось бежать и поселиться недалеко от деревни Видраре. Из письменных источников села Видраре видно, что к ним в 1720 году пришли две чеканские семьи, гонимые турками. Это дает основание полагать, что село Чеканец сгорело в этом году или годом ранее.
Один из выживших - юноша Лазарь и его жена Рада вернулись в заброшенное село через 10-15 лет и вырастили четырех сыновей и одну дочь. Они дали начало современным чеканским родам.
История села Чеканец подробно описана Кириллом Поповым болг.  Кирил Попов  в книге „Чеканец (из истории Бурел и с.Чеканец)“ (1988 г.), выпущенной издателством  ОФ..

## Население
| Год  | Население |
| ---- | --------- |
| 1880 | 352       |
| 1929 | 326       |
| 1985 | 30        |
| 2023 | 9         |

Первая перепись населения в Княжестве Болгария была проведена в 1880 году.
По её данным в 1880 году в селе Чеканец проживало 352 человека .
В связи с нелегкими условиями жизни и близостью к столице Болгарии Софии население постепенно покидало село.
По состоянию на 12. декабря 2023 года население составляет 9 человек.

## Политическая ситуация
Кмет (мэр) общины Драгоман — Соня Стоянова Дончева (Болгарская социалистическая партия (БСП)) по результатам выборов в правление общины.